# John Lloyd Waddy
Pour les articles homonymes, voir Waddy (homonymie).
John Lloyd Waddy, né le 10 décembre 1916 à Sydney et mort le 11 septembre 1987 à Goulburn, est un pilote de chasse puis homme politique australien.
Membre de la Royal Australian Air Force (RAAF), lors la Seconde Guerre mondiale, il revendique entre 15 victoires dans la guerre du désert. Il est l'un des pilotes concerné par la mutinerie de Morotai.
Après guerre, il devient député au Parlement de Nouvelle-Galles du Sud (1962 -1976) puis Ministre de la Couronne à divers ministères dans les années 1970.
Il est membre de l'Ordre de l'Empire britannique.